# České Lhotice
České Lhotice là một làng thuộc huyện Chrudim, vùng Pardubický, Cộng hòa Séc.